# Wilhelm Weigold
Wilhelm Hermann Weigold (* 29. August 1894 in Friedrichshafen; † 21. Juli 1962 ebenda) war ein deutscher Politiker der KPD.

## Biografie
Nach dem Besuch der Volksschule absolvierte Weigold die Lehre zum Schlosser, in diesem Beruf war er anschließend auch tätig. Zwischenzeitlich wohnte er auch in Ravensburg, wo er als städtischer Angestellter tätig war, sowie in Augsburg.
Am Morgen des 7. März 1933 wurde Weigold verhaftet und in sogenannte „Schutzhaft“ genommen, die er zunächst im Gefängnis des Amtsgerichts Ravensburg verbrachte. Von dort wurde er ins KZ Heuberg überstellt. Danach war er rund sechs Monate in Einzelhaft im Frauengefängnis in Ulm. Nach weiterer Haft im KZ Heuberg wurde er am 24. Dezember 1933 ins KZ Oberer Kuhberg überstellt. Am 1. Oktober 1934 wurde er dort entlassen.
Auch seine Ehefrau Marie Julie „Emilie“, geborene Vogel, wurde im Ravensburger Amtsgericht in Untersuchungshaft genommen. Ihr wurde vorgeworfen, für die Rote Hilfe tätig gewesen zu sein.
Nach seiner Haftentlassung weigerte sich das Arbeitsamt in Ravensburg, Weigold als arbeitssuchend zu melden. Aufgrund dessen konnte er nur noch Gelegenheitstätigkeiten verrichten, etwa als Inspektor bei der Versicherung Deutscher Herold sowie im erlernten Beruf des Schlossers. Während des Zweiten Weltkriegs wurde er in einer Firma sowie bei der Technischen Nothilfe dienstverpflichtet.
Seit 2015 erinnert eine Gedenktafel im Ravensburger Rathaus an elf politisch verfolgte Abgeordnete, darunter Wilhelm Weigold.

## Politik
Nach seiner Übersiedlung nach Ravensburg übernahm Weigold dort auch den Kreisvorsitz der KPD. Nach dem Krieg gehörte er dem Ausschuss zum Zweck der politischen Reinigung des Kreises Ravensburg sowie dem städtischen Beirat in Ravensburg an. 1946 wurde er in die Beratende Landesversammlung des Landes Württemberg-Hohenzollern berufen.